# Bradysia amurensis
Bradysia amurensis är en tvåvingeart som beskrevs av Werner Mohrig och Boris Mamaev 1979. Bradysia amurensis ingår i släktet Bradysia och familjen sorgmyggor. Inga underarter finns listade i Catalogue of Life.